# سیارک ۲۹۴۰۴
سیارک ۲۹۴۰۴ (به انگلیسی: 29404 Hikarusato، نامگذاری:1996TS14) بیست و نه هزار و چهارصد و چهارمین سیارک کشف شده‌است که در ۹ اکتبر ۱۹۹۶ کشف شد.